# Даймонд, Эшли
Эшли Даймонд (англ. Ashley Diamond; род. Ром, Джорджия, США) — американская правозащитница и трансгендерная женщина, а также начинающий музыкант. Эшли привлекла всеобщее внимание, когда ее незаконно поместили в мужскую тюрьму за ненасильственное преступление. Во время пребывания в тюрьме ей было отказано в необходимых с медицинской точки зрения гормонах, которые она принимала в течение более семнадцати лет; её избивали, и она подвергалась сексуальному насилию со стороны заключенных, чему тюремные надзиратели никак не противодействовали. Будучи в тюрьме, Даймонд сотрудничала с Южным центром по борьбе с бедностью (англ. Southern Poverty Law Center), чтобы подать коллективный иск против Департамента исправительных учреждений штата Джорджия. Победа Эшли в этом судебном деле изменила законы пенитенциарной системы штата Джорджия относительно гормонов для трансгендерных заключенных и заставила тюремных чиновников проходить обучение по деликатному поведению с трансгендерными заключенными.

## Фильмография
| Год  | Название  | Роль             | Заметки              |
| ---- | --------- | ---------------- | -------------------- |
| 2016 | Gaycation | Играет саму себя | Эпизод: "Deep South" |